# Jose Agerre
Pour les articles homonymes, voir Agerre et Aguerre.
Jose Agerre ou José Aguerre Santesteban, aussi connu sous le pseudonyme de « Gurbindo », né le 29 décembre 1889 et mort le 19 octobre 1962 à Pampelune, est un écrivain, politicien et académicien basque espagnol de langue basque et espagnole.

## Biographie
Fils d'un menuisier de la vallée d'Aezkoa, Jose Agerre entame des études ecclésiastiques, mais les abandonne alors qu'il lui manque seulement une année à faire avant d'être ordonné prêtre. En 1913, il donne des cours de basque à l'Euskal Etxea du Parti nationaliste basque à Pampelune. Il est de plus, secrétaire de ce centre social. En février 1915, il est chargé d'une section éditoriale en langue basque intitulée "Euzkerazko saila" dans le quotidien Diario de Navarra. Entre 1918 et 1919, il dirige l'hebdomadaire Napartarra, édité par le Parti nationaliste basco-navarrais.
À 30 ans, Jose Agerre est nommé académicien à l'Académie de la langue basque ou Euskaltzaindia. Mais en 1920, un an plus tard, muté par son entreprise de matériels agricoles à Séville, il décide donc d'abandonner ce poste. À sa place, l'Académie désigne le Frère Dámaso Inza.
Après être revenu en 1931 à Pampelune, il devient directeur de la revue Amayur . En 1932, Jose Agerre est nommé par Ikaskuntza ou la Société d'études basques et devient secrétaire de la délégation navarraise. D'avril 1935 jusqu'au début de la guerre civile espagnole de 1936-1939, il est président de Napar Buru Batzar qui est une organisation politique de la Navarre par le PNV.
En Navarre, où le soulèvement franquiste triomphe  a lieu une large répression politique où même quelques élus nationalistes basques sont fusillés. Les sièges sociaux du PNB à Pampelune, Villava-Atarrabia et Marcilla sont saisis. À Pampelune, les rotatives du journal nationaliste La Voz de Navarra sont réquisitionnées et utilisées pour imprimer le périodique Arriba España. En tant que président du journal et du PNB navarrais, Jose Agerre est emprisonné. 
Après la guerre, il se consacre un peu plus à la poésie. Son thème récurrent est la religion. C'est un admirateur de Nikolas Ormaetxea dit "Orixe", et tout comme ce dernier, Jose Agerre emprunte le courant du classicisme. Ses poésies sont publiées plusieurs fois dans la revue Pregón de Pampelune, une revue liée aux phalangistes, et aussi dans le journal carliste El Pensamiento Navarro. Elles sont publiées dans les revues basques Euzko Gogoa, Egan et Olerti. 
En ce qui concerne le type de basque, Patxi Zabaleta pense (Revue Basque, 1961) que Jose Agerre utilise un dialecte guipuscoan enrichi avec des détails navarrais, et assez imprégné de purisme.
Jose Agerre est mort le 19 octobre 1962. En 2000, réunies par Joxemiel Bidador, la mairie de Pampelune publie ses poésies d'après-guerre. Le livre s'intitule Jose Agerre Santesteban. Gerra ondoko olerki-lanak (1949-1962). Édité par la maison Pamiela, Joxemiel Bidador y fait une étude sur l'écrivain.